# Cheffreville-Tonnencourt
Cheffreville-Tonnencourt település Franciaországban, Calvados megyében. Lakosainak száma 294 fő (2018. január 1.). Cheffreville-Tonnencourt Fervaques, Le Mesnil-Germain, Notre-Dame-de-Courson és Sainte-Marguerite-des-Loges községekkel határos.

## Népesség
A település népességének változása:
| Lakosok száma | 227  | 173  | 142  | 179  | 172  | 229  | 277  | 291  | 297  | 294  |
|               | 1962 | 1968 | 1982 | 1990 | 1999 | 2008 | 2011 | 2013 | 2017 | 2018 |